# Christian Manfredini
Christian José Manfredini Sisostri, italijanski nogometaš-nogometaš Slonokoščene obale, * 1. maj 1975, Port Bouët, Slonokoščena obala.
Manfredini ima tudi državljanstvo Slonokoščene obale, trenutno pa je član rimskega Agropolija in nastopa na sredini igrišča. Visok je 180 cm, tehta pa 75 kg.
V dosedanji karieri je nastopal tudi za Genoo, Chievo, Osasuno in Perugio. 